# Anton Marija Pucci
Sveti Anton Marija Pucci, italijanski redovnik, rimskokatoliški duhovnik, teolog in svetnik, * 16. april 1819, Prednji Apenini, † 12. januar 1892, Viareggio.
Sveti Anton Marija Pucci goduje 12. januarja.